# Europapokal der Landesmeister (Handball) 1978/79
Am Europapokal der Landesmeister 1978/79 nahmen 26 Handball-Vereinsmannschaften aus 26 Ländern teil. Diese qualifizierten sich in der vorangegangenen Saison in ihren Heimatländern für den Europapokal. Bei der 19. Austragung des Wettbewerbes wurde der Sieger zum ersten Mal in zwei Endspielen (Hin- und Rückspiel) ermittelt. Der TV Großwallstadt konnte bei seiner ersten Teilnahme gleich den Titel erringen. Titelverteidiger SC Magdeburg wurde vom Deutschen Handballverband der DDR lediglich für den Europapokal der Pokalsieger gemeldet.

## 1. Runde
|                         | Gesamt    |                          | Hinspiel | Rückspiel |
| ----------------------- | --------- | ------------------------ | -------- | --------- |
| Volani Rovereto         | 27:42     | ASKÖ Linz                | 11:10    | 16:32     |
| HV Hermes Den Haag      | 36:42     | Sporting Neerpelt        | 18:16    | 18:26     |
| RK Željezničar Sarajevo | 60:37     | Hapoel Petach Tikwa      | 30:16    | 30:21     |
| TV Zofingen             | 32:41     | VSŽ Košice               | 18:25    | 14:16     |
| Sporting Lissabon       | 30:40     | Stella Sports Saint-Maur | 18:18    | 12:22     |
| HK Drott                | 61:27     | Neistin Tórshavn         | 31:13    | 30:14     |
| IL Refstad Oslo         | 28:28 (1) | Valur Reykjavík          | 16:14    | 12:14     |
| Dinamo Bukarest         | 54:35     | ZSKA Sofia               | 23:17    | 31:18     |
| ZSKA Moskau             | 70:33     | Kronohagens IF           | 35:19    | 35:14     |
| Kirkby HC Liverpool     | 26:48     | CS Fola Esch             | 14:24    | 12:24     |

Durch ein Freilos zogen TV Großwallstadt, Honvéd Budapest, BC Calpisa Alicante, Fredericia KFUM, Śląsk Wrocław
und SC Empor Rostock direkt in das Achtelfinale ein.

## Achtelfinale
|                          | Gesamt |                   | Hinspiel | Rückspiel |
| ------------------------ | ------ | ----------------- | -------- | --------- |
| TV Großwallstadt         | 28:26  | ASKÖ Linz         | 14:11    | 14:15     |
| VSŽ Košice               | 42:31  | Sporting Neerpelt | 23:13    | 19:18     |
| RK Željezničar Sarajevo  | 43:44  | Honvéd Budapest   | 26:22    | 17:22     |
| Stella Sports Saint-Maur | 35:34  | HK Drott          | 20:16    | 15:18     |
| BC Calpisa Alicante      | 35:32  | Fredericia KFUM   | 16:12    | 19:20     |
| Valur Reykjavík          | 39:45  | Dinamo Bukarest   | 19:25    | 20:20     |
| ZSKA Moskau              | 59:49  | Śląsk Wrocław     | 35:23    | 24:26     |
| CS Fola Esch             | 24:51  | SC Empor Rostock  | 10:25    | 14:26     |

## Viertelfinale
|                          | Gesamt |                     | Hinspiel | Rückspiel |
| ------------------------ | ------ | ------------------- | -------- | --------- |
| TV Großwallstadt         | 34:27  | VSŽ Košice          | 17:12    | 17:15     |
| Stella Sports Saint-Maur | 39:51  | Honvéd Budapest     | 19:25    | 20:26     |
| Dinamo Bukarest          | 48:38  | BC Calpisa Alicante | 28:14    | 20:24     |
| ZSKA Moskau              | 36:37  | SC Empor Rostock    | 22:20    | 14:17     |

## Halbfinale
|                  | Gesamt |                 | Hinspiel | Rückspiel |
| ---------------- | ------ | --------------- | -------- | --------- |
| TV Großwallstadt | 42:36  | Honvéd Budapest | 18:09    | 24:27     |
| SC Empor Rostock | 37:36  | Dinamo Bukarest | 19:14    | 18:22     |

## Finale
Das Hinspiel fand am 22. April 1979 in der Olympiahalle München und das Rückspiel am 29. April 1979 in der Rostocker Sport- und Kongresshalle statt.
|                  | Gesamt |                  | Hinspiel | Rückspiel |
| ---------------- | ------ | ---------------- | -------- | --------- |
| TV Großwallstadt | 30:28  | SC Empor Rostock | 14:10    | 16:18     |

### Hinspiel
| TV Großwallstadt | TV Großwallstadt | SC Empor Rostock | SC Empor Rostock |
| | Hinspiel Sonntag, 22. April 1979 um 16:00 Uhr in München (Olympiahalle) Ergebnis: 14:10 (8:6) Zuschauer: 10.000 (ausverkauft) Schiedsrichter: Valcic, Stanojevic ( Jugoslawien)                                |                  |                  |
| Manfred Hofmann, Klaus Seufert – Kurt Klühspies , Manfred Freisler, Peter Fischer, Peter Meisinger, Udo Klenk, Thomas Sinsel, Ulrich Gnau, Wolfgang Dümig, Volker Lang, Claus Hormel Trainer: Klaus Zöll | Bodo Wieland, Jürgen Rohde – Wolfgang Böhme , Helmut Wilk, Frank-Michael Wahl, Hans-Georg Jaunich, Siegfried Sanftleben, Christian Langner, Gerd Kösterke, Frank Seydel Trainer: Heinz Strauch, Klaus Langhoff |                  |                  |
| Klühspies (5) Freisler (2) Klenk (2) Fischer (1) Meisinger (1) Sinsel (1) Gnau (1) Hormel (1) | Böhme (5) Jaunich (3) Wahl (2) |                  |                  |
| 2 | 3 |                  |                  |

### Rückspiel
| SC Empor Rostock | SC Empor Rostock | TV Großwallstadt | TV Großwallstadt |
| | Rückspiel Sonntag, 29. April 1979 um 16:00 Uhr in Rostock (Sport- und Kongresshalle) Ergebnis: 18:16 (8:8) Zuschauer: 3.800 Schiedsrichter: Rodil, Hjuler ( Dänemark)                                    |                  |                  |
| Bodo Wieland, Jürgen Rohde – Wolfgang Böhme , Helmut Wilk, Frank-Michael Wahl, Hans-Georg Jaunich, Siegfried Sanftleben, Christian Langner, Holger Kühne, Gerd Kösterke, Frank Seydel Trainer: Heinz Strauch, Klaus Langhoff | Manfred Hofmann, Klaus Seufert – Kurt Klühspies , Manfred Freisler, Peter Fischer, Peter Meisinger, Udo Klenk, Thomas Sinsel, Ulrich Gnau, Wolfgang Dümig, Volker Lang, Claus Hormel Trainer: Klaus Zöll |                  |                  |
| Wahl (6) Jaunich (6) Wahl (5) Langner (1) | Meisinger (5) Freisler (4) Klühspies (3) Klenk (2) Sinsel (1) Hormel (1) |                  |                  |
| 4 | 5 |                  |                  |